# Xanthopimpla brullei
Xanthopimpla brullei là một loài tò vò trong họ Ichneumonidae.